# Cathal Muckian
Cathal Muckian (Dundalk, 30 novembre 1952) è un ex calciatore irlandese.

## Carriera

### Club
La sua carriera si svolse prevalentemente nel Drogheda United e nel Dundalk: con quest'ultima squadra ottenne alcuni trofei nazionali (tra cui il titolo nazionale nella stagione 1978-79) e partecipò alle coppe europee entrando nella classifica dei marcatori più prolifici nell'edizione 1979-80 della Coppa dei Campioni.

### Nazionale
Fu convocato in Nazionale in occasione di un incontro con la nazionale polacca avuto luogo il 12 aprile 1978.

## Palmarès
- League of Ireland: 1

1978-79
- FAI Cup: 1

1976-77, 1978-79
- League of Ireland Cup: 1

1977-78